# بيتر لوسون (سياسي)
بيتر لوسون هو سياسي كندي، ولد في 10 يناير 1821، وتوفي في 22 مارس 1911. حزبياً، نشط في الحزب الليبرالي الكندي. وقد انتخب عضو مجلس العموم الكندي.